# Серэ, Альбан
Альба́н Серэ́ (фр. Alban Ceray) (род. 30 января 1945 года), настоящее имя Альба́н Седжаро́ Рэбо́ (Рейбо́; фр. Alban Seggiaro Raybaud) — монегасский порноактёр и порнорежиссёр, писатель. Его активность пришлась на 1970-80 годы, именно тогда Серэ становится одним из лиц «золотого века порно».

## Биография
Альбан родился в Монако, был круглым сиротой, но был усыновлён богатой супружеской парой из Франции. Однако он потерял приёмных родителей в ранней молодости. Он пытался заняться бизнесом, но его молодость и неопытность приводят к тому, что его обманывают и лишают семейных денег. Затем он провел трудные годы, живя случайными заработками. Впоследствии он стал актёром местного эротического театра, а потом он стал сниматься в порнофильмах, чьё производство в те времена набирало обороты. Всего Серэ снялся в 800 порнофильмах.
Серэ большую часть жизни прожил во Франции, где активно снимался в порнографических фильмах. Несмотря на то, что его деятельность никогда не отмечалась какими-либо кинопремиями, Серэ стал культовой фигурой. Ближе к 90-м годам Серэ практически полностью прекращает съёмки в порнофильмах и основывает собственный свинг-клуб в Париже. Даже после прекращения съёмок в порнофильмах, спустя десятилетия о нём пишут статьи и берут интервью.
На пенсии Альбан Серэ написал книгу воспоминаний «Du lit au divan». В ней он утверждает что в молодые годы он эякулировал до 18 раз в день, на съёмках и после них. «…это означает, что сексуальные возможности любого мужчины очень далеки. за пределами того, что мы себе представляем» — отмечает он в своей книге. Также в своей автобиографии Альбан Серэ утверждает, что вне съёмок он занимался сексом с более чем десятью тысячами женщин.